# Rhabdodendron macrophyllum
Rhabdodendron macrophyllum är en tvåhjärtbladig växtart som först beskrevs av Richard Spruce och George Bentham, och fick sitt nu gällande namn av Huber. Rhabdodendron macrophyllum ingår i släktet Rhabdodendron och familjen Rhabdodendraceae. Inga underarter finns listade i Catalogue of Life.